# Pitaja

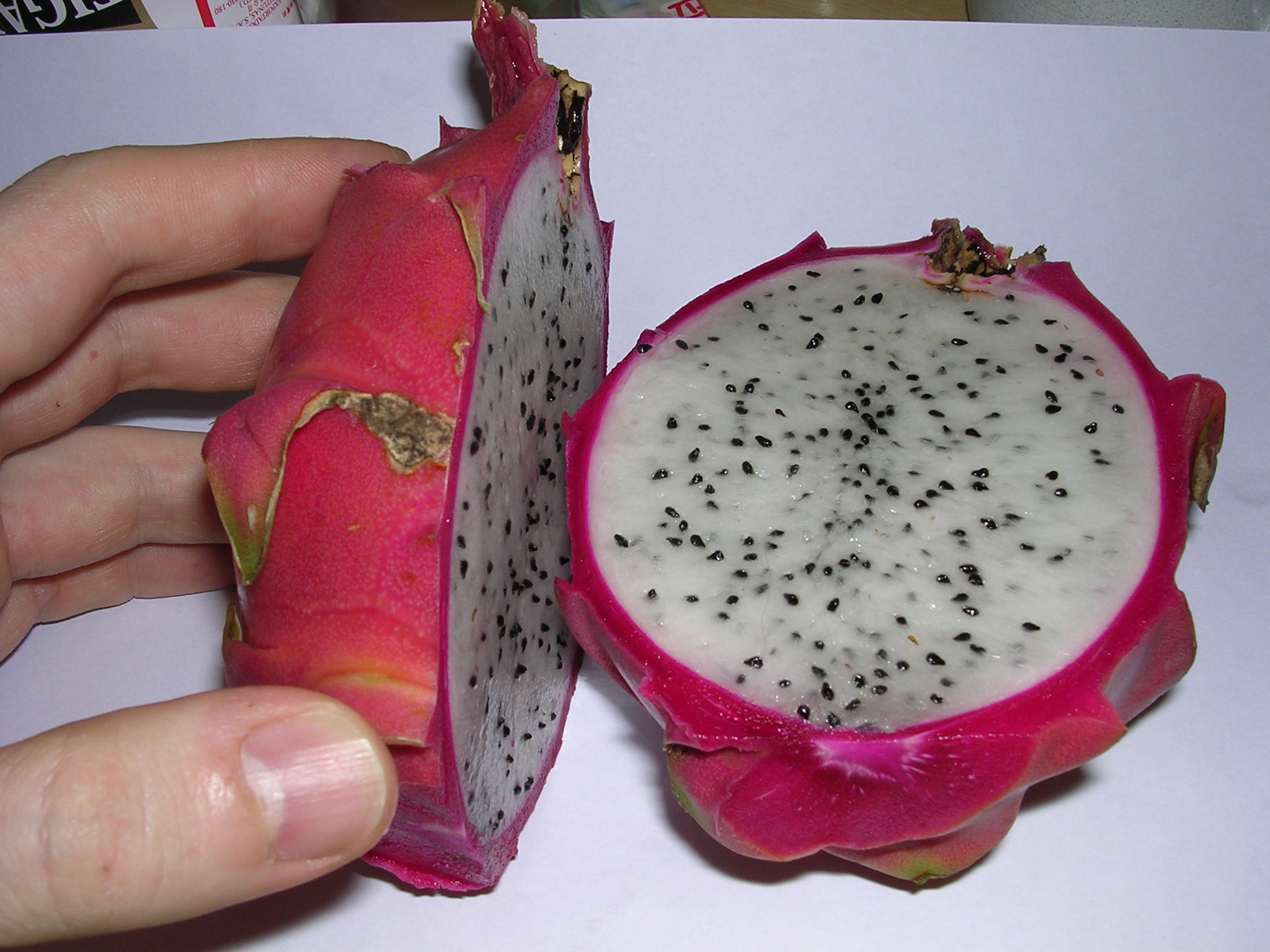
Czerwona pitaja z białym miąższem (Hylocereus undatus)

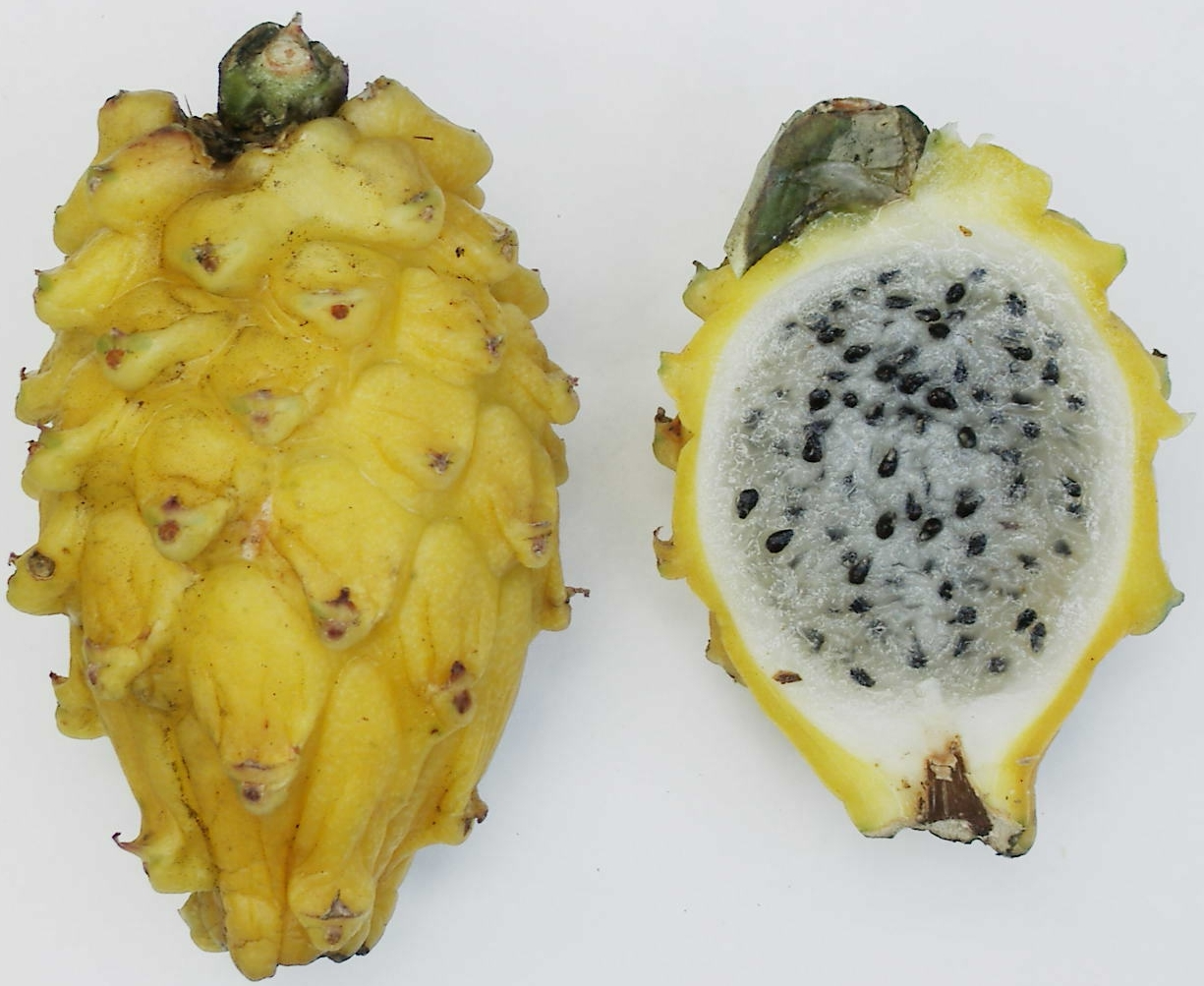
Żółta pitaja z białym miąższem (Hylocereus megalanthus)

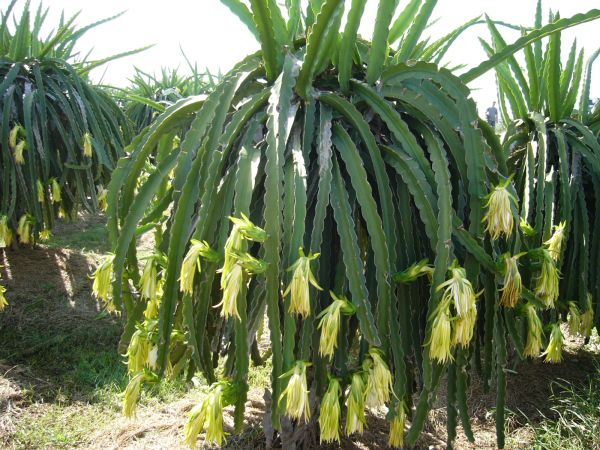
Hylocereus undatus w okresie kwitnienia

Pitaja, smoczy owoc, truskawkowa gruszka, biała pitaja – to owoc wielu gatunków kaktusów, zwłaszcza z rodzaju Hylocereus, ale także Stenocereus. Pochodzi z Meksyku i Ameryki Środkowej, ale obecnie jest też uprawiany w wielu krajach Azji Południowo-Wschodniej, takich jak: Wietnam, Filipiny, Malezja, na Tajwanie, Okinawie, w południowych Chinach, a także w Izraelu. Kaktusy te kwitną tylko w nocy. Kwiaty gatunków wytwarzających owoce pitai są duże, białe i pachnące – są też z tego powodu nazywane „królową nocy” lub „księżycowym kwiatem”.

## Biologia i ekologia
SiedliskoGatunki, z których pozyskiwane są smocze owoce, preferują suchy, tropikalny klimat ze średnią temperaturą od 21 do 29 stopni Celsjusza. Przez krótki okres rośliny te mogą wytrzymać temperatury około 40 °C, a także minimalne temperatury wynoszące około 0 °C. Do prawidłowego rozwoju wymagają opadów zawierających się w zakresie od 600 do 1300 mm, jednak wymagają wyraźnego podziału na porę suchą i mokrą. Potrzebują półcienia, ponieważ mogą zostać uszkodzone przez silnie operujące słońce. Dobrze rosną na piaszczystej glebie z dużą ilością materii organicznej.

## Zastosowanie
Masa owoców może wynosić od 150-600 gramów. Miąższ, który zawiera czarne pestki (podobnie jak w kiwi), spożywany jest na surowo. Jest słodkawy w smaku i niskokaloryczny. Schłodzenie owocu poprawia jego smak, dlatego często podawany jest w postaci deserów lodowych. Skórki są niejadalne, a nasiona nie są trawione w przewodzie pokarmowym.
Spożywane są również kwiaty – mogą być jedzone w sposób bezpośredni lub jako napar. Z owoców produkowane są też soki i wino.
Typy owoców o słodkim smaku ze skórzastą, liściastą skórką pochodzą głównie od trzech gatunków:
- Hylocereus undatus (tzw. czerwona pitaja) – skórka różowo-fioletowa z białym miąższem, najczęściej spotykana pod nazwą Dragonfruit (smoczy owoc) ((ang.) “Moonflower”)[3]
- Hylocereus costaricensis (tzw. pitaja z Kostaryki) – owoc o czerwonej skórce i takim samym miąższu ((ang.) “Costa Rica Night Blooming Cactus”)[3]
- Hylocereus megalanthus (tzw. żółta pitaja) – skórka jest żółta, a miąższ biały ((ang.) “Midnight Cactus”)[3].

## Wartość odżywcza i skład chemiczny owoców (w 100 g)[6]
- białko – 1,18 g
- węglowodany – 12,94 g

w tym
- cukry – 7,65 g
- błonnik – 2,9 g

Minerały
- wapń – 18,0 mg
- żelazo – 0,74 mg
- magnez – 40,0 mg

Witaminy
- witamina C – 2,5 mg
- ryboflawina – 0,1 mg
- niacyna – 0,353 mg
- witamina A – 59 IU

Wartość energetyczna – 60 kcal